# 吴师道 (元朝)
吴师道（1283年—1344年），字正传，婺州兰溪（今浙江省兰溪市）人，元朝政治人物。
吴师道工于词章。元英宗至治元年（1321年）登进士第，为高邮县丞，调任宁国路录事，赈济饥民。转任池州建德县尹，皆有惠政。后被中书左丞吕思诚、侍御史孔思立称荐，召为国子助教，升任博士。其教学本于朱熹之旨，而遵许衡之成法。至正三年（1343年）因母丧南归，次年，以奉议大夫、礼部郎中致仕，在家中去世。著有《吴礼部诗话》、《敬乡录》、《易杂说》、《书杂说》、《诗杂说》、《春秋胡传附辨》、《战国策校注》、《敬乡录》及《吴正传文集》二十卷。